# Захаровский слёт
Захаровский слёт (официальное именование: туристический слёт памяти Юрия Захарова и его товарищей) — ежегодный туристический слёт в Самарской области в Жигулёвских горах.

## История
10 июня 1963 у Девьей горы в Жигулях спасая жизни тонущих людей погибли четверо тольяттинских туристов: Юрий Захаров, Геннадий Яковлев, Юрий Колонов, Николай Кормильцев.
С тех пор ежегодно во вторые выходные июня в память об их подвиге у подножья Молодецкого кургана проводится городской туристический слёт, получивший название Захаровский (Юрий Захаров был капитаном в группе).
Самыми первыми участниками были друзья погибших. Постепенно к ним стали присоединяться другие поклонники туристических походов и туристических песен, причём не только из Тольятти, но и других городов.
В 2007 году прошёл 44-й слёт. Количество участников составило примерно 3000 человек.

## Организация слёта
Слёт проводится два дня. Организацией мероприятия занимается специально создаваемый оргкомитет, в который обычно входят представители различных департаментов мэрии Тольятти, МЧС и МВД, органов здравоохранения, национального парка «Самарская Лука», туристических клубов и центров, а также речного порта Тольятти.
Заезд участников слёта проводится речным транспортом, на специально организованных «Омиках» из Тольятти, автобусами до сёла Жигули, либо собственным автотранспортом.
Поскольку слёт проводится на территории национального парка «Самарская лука», то в различные года, в зависимости от финансирования, его посещение может быть платным, однако сумма обычно очень небольшая. За въезд на автомобилях плата берётся всегда. Месторасположение определяет и полный запрет на рубку дров и сбор валежника: топливо для костров приходится приобретать за отдельную плату. Разведение костров также возможно только в специально отведённых зонах.

## Программа слёта
Традиционно на Захаровском слёте проводится конкурс туристской песни, не имеющий никаких возрастных ограничений.
В спортивной программе слёта проводятся различные соревнования по футболу, волейболу, спортивному ориентированию, техникам туризма и туристским навыкам. Организуются детские и семейные спортивные старты, парусная и вёсельная регаты, туристское регби и другие, в том числе нетрадиционные, виды спорта.
Главным событием слёта является митинг памяти у обелиска, факельное шествие и ночной гала-концерт.

## Юбилейный слёт 2008 года
По заявлению администрации национального парка «Самарская лука» в 2008 году на традиционном месте слёт не будет проводиться. Это связано с полным закрытием посещения Молодецкого кургана на год с целью рекультивации земли и восстановления природного ландшафта. В 2009 году курган обещают вновь открыть для проведения слёта. 45-й Захаровский слет прошёл с 11 по 13 июня 2008 года на Золотых песках (рядом с пос. Березовка Шигонского района).